# معبد برمه‌ای دامیکاراما
معبد برمه ای دامیکاراما (به انگلیسی: Dhammikarama Burmese Temple) یک معبد برمه ای در پولائو تیکوس، حومهٔ شهر جرج تاون ایالت پنانگ، مالزی است. این معبد که در خیابان برمه قرار گفته است، در نزدیکی معبد چایامانکالارام واقع شده است. این یگانه‌ترین و قدیمی‌ترین معبد برمه ای‌های مالزی در ایالت است. معبد هم چنین به مرکز محوری برای برگزاری جشن‌های سالانه آب، تینگیان، نیمه پاییز و نیز روزه بودایی و روزهای شمع روشن نمودن، در حومه شهر است.